# Blokkeer Rijswijk
Blokkeer Rijswijk – holenderski klub siatkarski z Rijswijk założony w 1947 roku. W 1978 roku połączył się z klubem Haagse PVC, tworząc PVC/Blokkeer. PVC/Blokkeer przestał istnieć w 1990 roku w wyniku fuzji z klubem VCL/Steenvoorde Combinatie (VSC). Powstał wówczas klub VC Rijswijk.
Blokkeer Rijswijk ośmiokrotnie zostawał mistrzem Holandii i trzykrotnie zdobywał Puchar Holandii. Zajął także drugie miejsce w Pucharze Europy Mistrzów Klubowych (1978).

## Historia
Blokkeer Rijswijk powstał 12 listopada 1947 roku. Początkowo swoje mecze rozgrywał w hali sportowej w szkole przy Rijswijkse Broekslootkade, na początku lat 70. przeniósł się do nowo powstałej Marimbabal. Głównym działaczem Blokkeer Rijswijk był Piet van Iterson, związany z klubem od jego powstania do połowy 1985 roku. W pierwszych latach istnienia Blokkeer pozostawał w cieniu innego klubu z Rijswijk - RVC - który 10 razy z rzędu zostawał mistrzem Holandii (1949-1958).
Przełomowym momentem w historii klubu było przyjście jako trenera w 1964 roku Henka Hoogerwaarda, który wcześniej pracował w DES Voorburg - klubie, który w sezonie 1963/1964 zdobył mistrzostwo Holandii. Za Hoogerwaardem do klubu Blokkeer podążyli niemal wszyscy zawodnicy grający w poprzednim sezonie w DES Voorburg. Ze względu na faktyczne przejęcie klubu DES w sezonie 1964/1965 Blokkeer występował pod nazwą Blokkeer/DES Rijswijk, zdobywając mistrzostwo Holandii. Sukces ten, już pod nazwą Blokkeer Rijswijk, zespół powtórzył w trzech kolejnych sezonach (1965-1968).
W 1969 roku z klubu odszedł Hoogerwaard, a jego następcą został Węgier Sándor Rácz. Po dwóch sezonach jednak, w których Blokkeer zajmował kolejno trzecie i drugie miejsce w lidze, w 1971 roku na stanowisko trenera powrócił Hoogerwaard. Od 1970 roku w nazwie klubu zaczęli pojawiać się sponsorzy i tak w sezonie 1970/1971 drużyna występowała pod nazwą Eminent Blokkeer, natomiast w sezonie 1971/1972 - Mars Blokkeer.
W 1972 roku w sponsorowanie klubu zaangażowało się przedsiębiorstwo Starlift, której prezesem był Dingeman (Dé) Stoop. Zespół przyjął nazwę Starlift Blokkeer Rijswijk. Współpraca zakończyła się po sezonie 1977/1978. W tym czasie Blokkeer został cztery razy mistrzem Holandii (1974, 1976-1978) oraz trzykrotnie zdobył Puchar Holandii (1974, 1976, 1978). W sezonie 1977/1978 zajął 2. miejsce w Pucharze Europy Mistrzów Klubowych.
Po sezonie 1977/1978 Dé Stoop zdecydował się na rozpoczęcie sponsorowania klubu Corbulo. Za nim do Corbulo przeszli praktycznie wszyscy ówcześni gracze klubu Blokkeer (jedynym zawodnikiem, który zdecydował się zostać w Blokkeer był Ad van der Velden). Ze względu na złą sytuację finansową Blokkeer zdecydował się połączyć z klubem Haagse PVC, tworząc PVC/Blokkeer. W sezonie 1978/1979 po raz ostatni wystąpił w europejskich pucharach - w Pucharze Europy Mistrzów Klubowych przegrał w rundzie wstępnej z polskim zespołem AZS Olsztyn. W sezonie 1979/1980 PVC/Blokkeer nie utrzymał się w Eredivisie. W latach 1980–1982 występował w 1e divisie (A), natomiast w sezonie 1982/1983 ponownie w Eredivisie, w której utrzymał się jedynie jeden sezon. W sezonie 1983/1984 rywalizował w 1e divisie, a w sezonie 1984/1985 po raz ostatni w Eredivisie. W latach 1985–1990 startował w 1e divisie (1985/1986, 1988/1989) i w 2e divisie (1986/1987, 1987/1988, 1989/1990).
1 lipca 1990 roku PVC/Blokkeer połączył się z VCL/Steenvoorde Combinatie (VSC), tworząc VC Rijswijk.

## Bilans sezonów
| Sezon     | Rozgrywki ligowe | Rozgrywki ligowe |
| Sezon     | Poziom           | Miejsce          |
| --------- | ---------------- | ---------------- |
| 1964/1965 | Eredivisie       | 1. miejsce       |
| 1965/1966 | Eredivisie       | 1. miejsce       |
| 1966/1967 | Eredivisie       | 1. miejsce       |
| 1967/1968 | Eredivisie       | 1. miejsce       |
| 1968/1969 | Eredivisie       | 2. miejsce       |
| 1969/1970 | Eredivisie       | 3. miejsce       |
| 1970/1971 | Eredivisie       | 2. miejsce       |
| 1971/1972 | Eredivisie       | 2. miejsce       |
| 1972/1973 | Eredivisie       | 2. miejsce       |
| 1973/1974 | Eredivisie       | 1. miejsce       |
| 1974/1975 | Eredivisie       | 4. miejsce       |
| 1975/1976 | Eredivisie       | 1. miejsce       |
| 1976/1977 | Eredivisie       | 1. miejsce       |
| 1977/1978 | Eredivisie       | 1. miejsce       |
| 1978/1979 | Eredivisie       | 7. miejsce       |
| 1979/1980 | Eredivisie       | 12. miejsce      |
| 1980/1981 | 1e divisie (A)   | 2. miejsce       |
| 1981/1982 | 1e divisie (A)   | 1. miejsce       |
| 1982/1983 | Eredivisie       | 11. miejsce      |
| 1983/1984 | 1e divisie (A)   | 1. miejsce       |
| 1984/1985 | Eredivisie       | 12. miejsce      |
| 1985/1986 | 1e divisie (A)   | 11. miejsce      |
| 1986/1987 | 2e divisie (D)   | 10. miejsce      |
| 1987/1988 | 2e divisie (D)   | 2. miejsce       |
| 1988/1989 | 1e divisie (B)   | 11. miejsce      |
| 1989/1990 | 2e divisie (D)   | 12. miejsce      |

Poziom rozgrywek:
     pierwszy poziom
     drugi poziom
     trzeci poziom

## Osiągnięcia
- Mistrzostwa Holandii:
  -  1. miejsce (8x): 1965, 1966, 1967, 1968, 1974, 1976, 1977, 1978
  -  2. miejsce (4x): 1969, 1971, 1972, 1973
  -  3. miejsce (1x): 1970
- Puchar Holandii:
  -  1. miejsce (3x): 1974, 1976, 1978
  -  2. miejsce (1x): 1979
- Puchar Europy Mistrzów Klubowych:
  -  2. miejsce (1x): 1978